# Alfred Freyer
Alfred Freyer (ur. 11 września 1901 w Dzikowie, zm. 21 grudnia 1927 tamże) – polski lekkoatleta długodystansowiec zwany polskim Nurmim. Był zawodnikiem klubów KS Dzikovia, IFC Katowice i Polonia Warszawa. 8-krotnie zdobywał mistrzostwo Polski (5000 metrów, 10 000 metrów, maraton, przełaje), 14-krotnie bił rekord Polski (3000 metrów, 5000 metrów, 10 000 metrów, 15 000 metrów, 20 000 metrów, 30 000 metrów, bieg godzinny, maraton), odniósł trzy zwycięstwa w meczach międzypaństwowych.

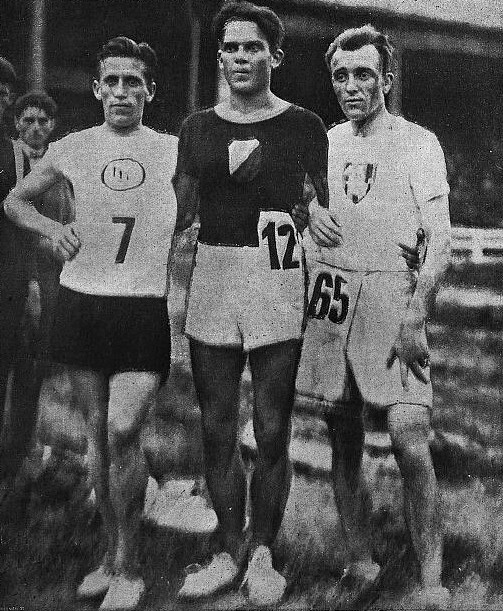
Alfred Freyer, Julian Łukaszewicz, Roman Sawaryn (1925)

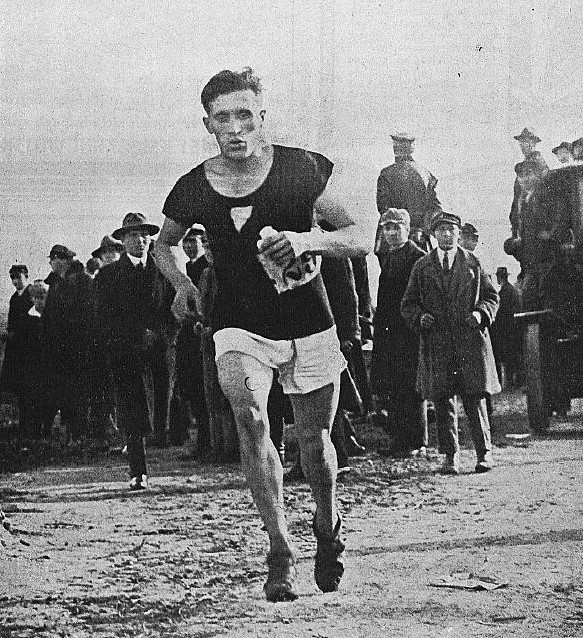
Alfred Freyer (1926)

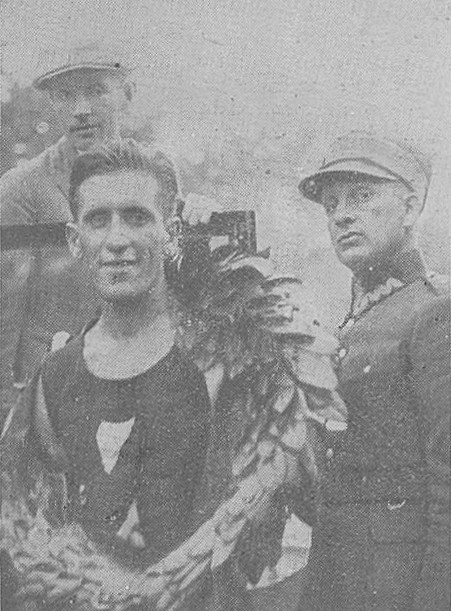
Alfred Freyer z laurem za triumf w maratonie na MP 1927

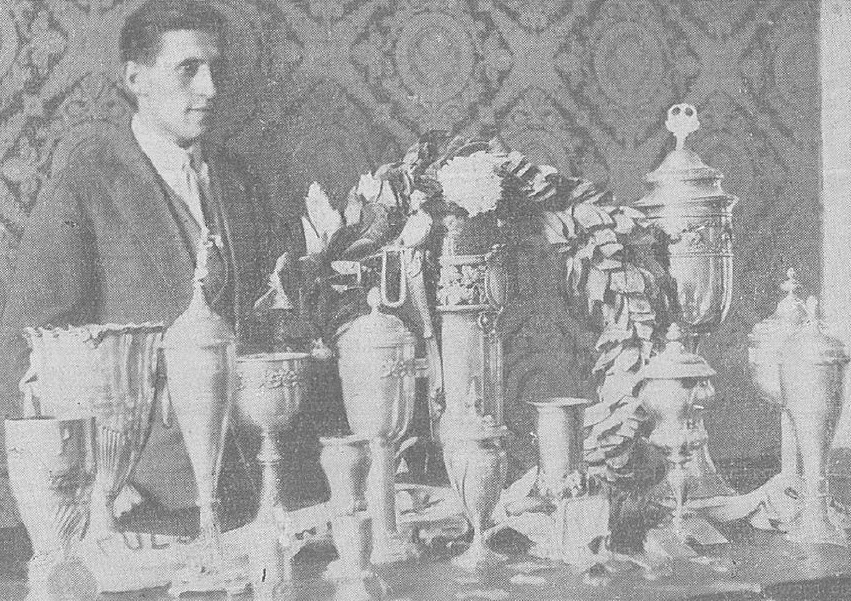
Alfred Freyer ze swoii trofeami (1927)

## Życiorys
Alfred Freyer urodził się 11 września 1901 w Dzikowie. Jego dziadek wyemigrował z Anglii (stamtąd wywodził się ród Freyerów) i pracował jako koniuszy w posiadłości hrabiostwa Tarnowskich w Dzikowie. Ojciec Alfreda był zwycięzcą wielu konkursów hippicznych. Alfred (przez bliskich nazywany „Fredek”) miał dwóch braci i dwie siostry.
W 1908 rozpoczął naukę w szkole powszechnej w Tarnobrzegu, a po ukończeniu czwartej klasy kształcił się w tamtejszej szkole realnej (maturę zdał w 1919). Po powołaniu Republiki Tarnobrzeskiej pracował w biurze podatkowym Powiatowej Rady Narodowej w Tarnobrzegu. W młodości był członkiem Polskiej Organizacji Wojskowej (w ramach działalności w niej brał udział w akcji zajmowania magazynów wojskowych w Nadbrzeziu), walczył także w wojnie polsko-bolszewickiej jako ochotnik. W 1921 rozpoczął służbę wojskową w 3 Pułku Ułanów Śląskich w Tarnowskich Górach (zakończył ją w 1923), którego był reprezentantem w piłce nożnej. W 1923 po odbyciu służby wojskowej wrócił do domu w stopniu plutonowego i powrócił do pracy w biurze podatkowym.
Za początek lekkoatletycznej kariery Freyera można uznać 3 maja 1925, gdy wziął udział w biegu przełajowym na 1500 metrów organizowanym przez klub KS Dzikovia. W tym samym roku zajął trzecie miejsce w biegu przełajowym o Puchar „Ilustrowanego Kuriera Codziennego” w Krakowie i ustanowił rekord Polski podczas międzynarodowych zawodów lekkoatletycznych AZS. W 1925 w meczu Górny Śląsk Polski kontra Górny Śląsk Niemiecki wygrał wszystkie biegi na dystansach od 1000 do 5000 metrów. W tym samym roku przeniósł się z klubu KS Dzikovia do IFC Katowice, a wkrótce po tym do Polonii Warszawa. Rok 1926 rozpoczął startami w biegach przełajowych, podczas których zajmował pierwsze lub drugie miejsce. Od mistrzostw Polski w 1926 do końca kariery nie pokonał go żaden z krajowych rywali. 26 września 1926 w Katowicach odbył się bieg maratoński o mistrzostwo Polski, który Freyer wygrał, poprawiając poprzedni rekord na tym dystansie. Pod koniec 1926 był posiadaczem wszystkich rekordów Polski od dystansu 3000 m do maratonu. W 1927 wystąpił w 24 dużych biegach na różnych dystansach – od 3000 metrów do maratonu. Wygrał 21 z nich, w pozostałych zajmując drugie i trzecie miejsce. W tym samym roku Freyer zajął trzecie miejsce na dystansie 5000 metrów w meczu lekkoatletycznym Polska – Włochy pomimo spowodowanego przez włoskiego zawodnika uszkodzenia buta.
W 1927 zaczął stosować taktykę biegu polegającą na zaatakowaniu pierwszej pozycji zaraz po starcie, tak aby jak najdalej uciec rywalom (wówczas zaczęto nazywać Freyera polskim Nurmim). W sierpniu 1927 rozpoczął przygotowania do letnich igrzysk olimpijskich w Amsterdamie; w czasie przygotowań pobił rekord Polski w biegu na 15 kilometrów i w biegu godzinnym. W 1927 odbyła się także zbiórka pieniędzy na wyjazd Freyera do Skandynawii w ramach przygotowań olimpijskich, odzew na nią był bardzo żywy, jedynie z powodu obaw czy taka zbiórka nie jest złamaniem zasad ruchu olimpijskiego powstrzymano wyjazd Freyera do Skandynawii. Ostatni raz na bieżni wystąpił 13 listopada w Poznaniu, gdzie udało mu się wygrać bieg na 5000 metrów.
Oprócz lekkiej atletyki Alfred Freyer uprawiał kolarstwo, kajakarstwo i jazdę konną; chętnie grał w piłkę nożną.
21 grudnia 1927 zginął tragicznie podczas pożaru pałacu w Dzikowie, ratując bibliotekę i dzieła sztuki rodu Tarnowskich, a tracąc życie pod zawalonym murem i belkami w sali mieszczące te przedmioty. W zdarzeniu śmierć ponieśli też Koczmierówna i Gill oraz inne osoby, których ciała po dwóch dniach nadal pozostawały w pogorzelisku spalonego pałacu. Zwłoki A. Freyera zostały niemal doszczętnie spalone (zachowały się jedynie drobne fragmenty kości), a rozpoznany został po ujawnieniu swego scyzoryka. Rodzice A. Freyera zamieszkiwali wówczas w domu na dziedzińcu pałacu.
23 grudnia 1927 odbył się pogrzeb A. Freyera, od kaplicy zamkowej na cmentarz w Tarnobrzegu.
W 2021 w parku przy pałacu w Dzikowie znaleziono siedem medali zdobytych przez lekkoatletę.
Jego krewnym jest dziennikarz Rafał Freyer. Namłodszy brat Bronisław (ur. 1926) został mistrzem Polski w maratonie, uprawiał też jeździectwo, kolarstwo i kajakarstwo.

## Sukcesy

### Mistrzostwa Polski w biegu na 5000 metrów
- Kraków, 1925 rok – pierwsze miejsce
- Warszawa, 1926 rok – drugie miejsce
- Warszawa, 1927 rok – pierwsze miejsce

### Mistrzostwa Polski w biegu na 10000 metrów
- Kraków, 1925 rok – pierwsze miejsce
- Warszawa, 1926 rok – drugie miejsce
- Warszawa, 1927 rok – pierwsze miejsce

### Mistrzostwa Polski w maratonie
- Królewska Huta, 1926 rok – pierwsze miejsce
- Rembertów, 1927 rok – pierwsze miejsce

### Mistrzostwo Polski w biegach przełajowych
- Warszawa, 1926 rok, bieg na 10 kilometrów – pierwsze miejsce
- Warszawa, 1927 rok, bieg na 10 kilometrów – pierwsze miejsce

### Mecze międzypaństwowe
Alfred Freyer czterokrotnie brał udział w meczach międzypaństwowych, odniósł trzy zwycięstwa.

### Rekordy Polski
Alfred Freyer czternastokrotnie bił rekord Polski. Ustanowił go na następujących dystansach:
- 3 kilometry
- 5 kilometrów
- 10 kilometrów
- 15 kilometrów
- 20 kilometrów
- 30 kilometrów
- Bieg godzinny
- Maraton[7]

## Upamiętnienie
- W Centralnej Wojskowej Szkole Gimnastyki i Sportów w Poznaniu (w której kształcił się Alfred Freyer) w otwartej 1 maja 1927 sali gimnastycznej odsłonięto tablicę pamiątkową poświęconą Alfredowi Freyerowi[8].
- Od 1978 dla uczczenia pamięci Freyera corocznie jesienią w Tarnobrzegu odbywa się Międzynarodowy Bieg Nadwiślański im. Alfreda Freyera (niegdyś Memoriał Alfreda Freyera).
- Od stycznia 1998 jego imię Alfreda Freyera nosi Szkoła Podstawowa nr 3 w Tarnobrzegu[9].
- W Tarnobrzegu znajduje się ulica nosząca jego imię[10].
- W 2007 został patronem Ośrodka Sportu i Rekreacji w Tarnobrzegu[7].